# Krasimir Avramov
Krasimir Avramov (bulgariska: Красимир Аврамов) född 5 november 1969, är en operasångare från Bulgarien som representerade Bulgarien i Eurovision Song Contest 2009 med sången Illusion. Sången kom dock inte vidare till final.